# Sognefjellshytta
Sognefjellshytta is een bemande toeristenhut in de gemeente Lom in de provincie Innlandet in het midden van Noorwegen.
De hut ligt op 1434 meter boven zeeniveau in het hooggebergte Jotunheimen bij de berg Galdhøpiggen. Er zijn verschillende wandelingen mogelijk. Het ligt aan de FV 55, de Sognefjellsweg.